# ケイアイファーム
有限会社ケイアイファームは、北海道日高郡新ひだか町（旧三石町）三石川上61-2に所在する、競走馬（サラブレッド）の生産、育成を行う牧場。

## 歴史
1987年開場。

## 代表者
中村祐子

## 主な生産馬
※括弧内は当該馬の優勝重賞競走、太字はGI級競走。
- ブライトサンディー（1995年サファイヤステークス、1996年函館記念）[3]
- ロードプラチナム（2001年函館記念）[4]
- シンメイフジ（2009年新潟2歳ステークス、2010年関東オークス）[5]
- レディアルバローザ（2011年中山牝馬ステークス、2012年中山牝馬ステークス）[6]
- ロードカナロア（2011年京阪杯、2012年シルクロードステークス、スプリンターズステークス、香港スプリント、2013年阪急杯、高松宮記念、安田記念、スプリンターズステークス、香港スプリント）[7]
- ダノンバラード（2010年ラジオNIKKEI賞2歳ステークス、2013年アメリカジョッキークラブカップ）[8]
- キャトルフィーユ（2014年クイーンステークス）[9]
- エンジェルフェイス（2016年フラワーカップ）[10]
- ダノンプレミアム（2017年サウジアラビアロイヤルカップ、朝日杯フューチュリティステークス、2018年弥生賞、2019年金鯱賞、マイラーズカップ）[11]
- ダノンスマッシュ（2018年京阪杯、2019年シルクロードステークス、キーンランドカップ、2020年オーシャンステークス、京王杯スプリングカップ、セントウルステークス、香港スプリント、2021年高松宮記念）[12]
- ロードゴラッソ（2019年シリウスステークス、2020年名古屋大賞典）
- ロードマイウェイ（2019年チャレンジカップ）
- ダノンスコーピオン（2022年アーリントンカップ、NHKマイルカップ）
- アルジーヌ（2024年ターコイズステークス、2025年クイーンステークス）
- ロードデルレイ（2025年日経新春杯）
- ロードフォンス（2025年かきつばた記念）